# Alexandre Pokrychkine

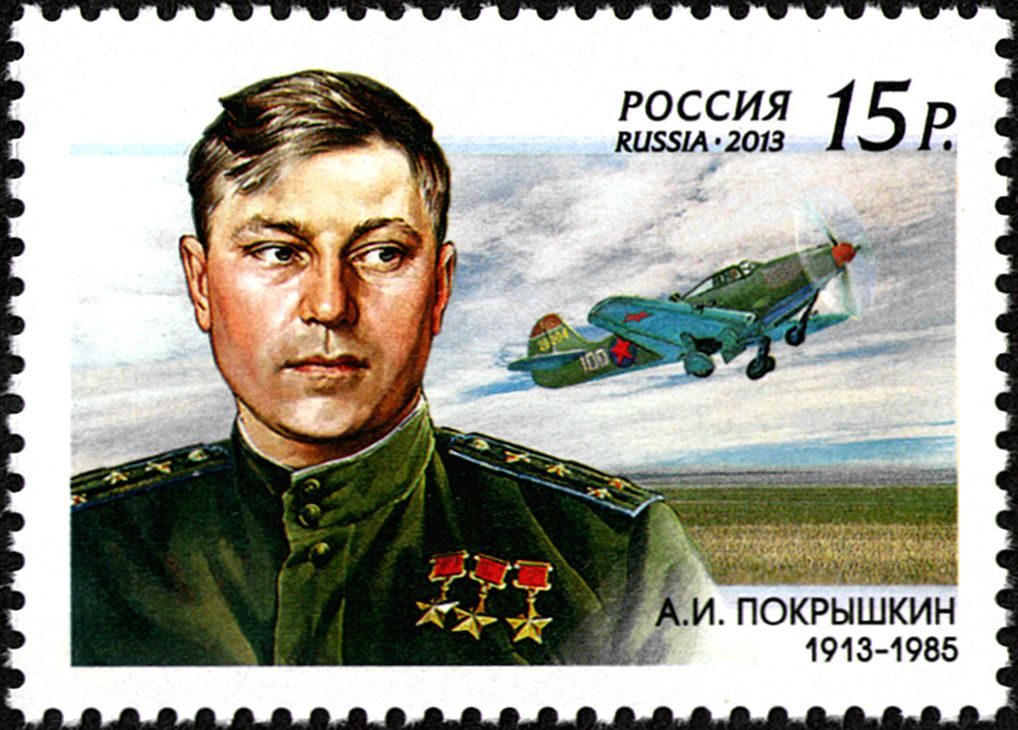
Alexandre Pokrychkine sur le timbre russe. 2013

Alexandre Ivanovitch Pokrychkine (en russe : Александр Иванович Покрышкин) est un aviateur soviétique, né le 19 mars 1913 et décédé le 13 novembre 1985. Pilote de chasse et as de la Seconde Guerre mondiale, il fut distingué trois fois par le titre de héros de l'Union soviétique.

## Carrière
Alexandre Pokrychkine est né le 6 mars 1913 à Novossibirsk. Il devient membre du Komsomol en 1931.
Pendant la Seconde Guerre mondiale, il commence sa carrière de pilote de chasse sur un MiG-3. Il enregistre la première victoire aérienne soviétique de la guerre, en abattant, le 23 juin 1941, un avion allemand. Il a été crédité de 65 victoires.
En juillet 1945, il fut envoyé étudier à l'Académie militaire Frounze dont il est diplômé en 1948. Sa carrière se poursuit dans les forces de défense anti-aérienne soviétiques appelées Voyska PVO. En janvier 1949, il est commandant adjoint du 33e Corps de défense anti-aérienne aéroportée, puis en juin 1951 - commandant du 88e Corps de défense anti-aérienne aéroportée. En février 1955, il est nommé commandant de l'aviation militaire de l'Armée de défense anti-aérienne du Caucase du Nord. Puis, en 1956-1957, il poursuit ses études à l'Académie militaire d'état-major Kliment Vorochilov. À partir de janvier 1958 il commande la 52e armée de défense aérienne aéroportée. En août 1959 il est nommé commandant de l'armée de défense aérienne de Kiev, commandant adjoint du district militaire de Kiev pour les forces de défense aérienne et en 1961, commandant de la 8e armée de défense aérienne spéciale. À partir de juillet 1968, il est commandant en chef adjoint des forces de défense aérienne de l'URSS.
En janvier 1972, il devient Président du Comité Central de DOSAAF, puis, en novembre 1981, inspecteur militaire-conseiller du Groupe des inspecteurs généraux du Ministère de la Défense de l'URSS.
Membre du PCUS depuis 1942, il fut candidat au Comité central du PCUS (1976-1985).
Il est élu député du 2e (1946-1950), du 3e (1950-1954), du 4e (1954-1958), du 5e (1958-1962), du 6e (1962-1966), du 7e (1966-1970), du 8e (1970-1974), du 9e (1974-1979) et du 10e (1979-1984) Soviet suprême de l'Union soviétique.
Alexandre Pokrychkine est décédé le 13 novembre 1985 à Moscou à l'âge de 73 ans. Il est enterré au cimetière de Novodevitchi (section 7). Son buste en bronze est visible à Novossibirsk sur la perspective Rouge.

## Décorations
Principales décorations :
- Trois fois Héros de l'Union soviétique (24.05.1943[6]; 24.08.1943; 19.08.1944)
- Six fois l'ordre de Lénine
- Quatre fois l'ordre du Drapeau rouge
- Deux fois l'ordre de Souvorov
- Deux fois l'ordre de la Guerre patriotique
- Deux fois l'ordre de l'Étoile rouge
- Army Distinguished Service Medal
- Ordre militaire de Virtuti Militari
- Ordre de Sukhe Bator
- Ordre Polonia Restituta
- Ordre militaire de Virtuti Militari
- Médaille pour la victoire sur l'Allemagne dans la Grande Guerre patriotique de 1941-1945
- Ordre de Karl-Marx